# NGC 7360
NGC 7360 é uma galáxia espiral (S) localizada na direcção da constelação de Pegasus. Possui uma declinação de +04° 09' 07" e uma ascensão recta de 22 horas, 43 minutos e 34,1 segundos.
A galáxia NGC 7360 foi descoberta em 29 de Agosto de 1864 por Albert Marth.